# Union, Kentucky
Union är en ort i Boone County i Kentucky. Orten hade 5 379 invånare enligt 2010 års folkräkning. En av ortens sevärdheter är metodistkyrkan Big Bone Church.